# Castelo Ethie
O Castelo Ethie (em inglês:  Ethie Castle) é um castelo localizado em Inverkeilor, Angus, Escócia.
Encontra-se classificado na categoria "A" do "listed building" desde 11 de junho de 1971.